# Serhij Sołdatow
Serhij Wiktorowycz Sołdatow, ukr. Сергій Вікторович Солдатов (ur. 12 października 1970 w Soczi, Rosyjska FSRR) – ukraiński piłkarz pochodzenia rosyjskiego, grający na pozycji pomocnika, trener piłkarski.

## Kariera piłkarska
W 1992 rozpoczął karierę piłkarską w klubie Arsienał Tuła, skąd wkrótce przeniósł się do Torpedo Soczi. W sezonie 1992/93 występował w trzeciej drużynie Dynama Kijów. Potem grał w amatorskich zespołach Transimpeks Wysznewe i Schid Sławutycz. W 1995 wrócił do Rosji, gdzie bronił barw klubów Łada Togliatti, Żemczużyna Soczi, Eniergija Czajkowski i Mietałłurg-ZAPSIB Nowokuźnieck. Latem 2002 powrócił do Kijowa, a w 2003 zakończył karierę piłkarza w drużynie Dnipro Kijów.

## Kariera trenerska
Po zakończeniu kariery piłkarskiej rozpoczął pracę szkoleniowca. Najpierw od 2003 trenował dzieci w Szkole Sportowej Zmina-Obołoń Kijów. W lutym 2013 został mianowany na stanowisko głównego trenera reorganizowanego klubu Obołoń-Browar Kijów. Po sukcesach w 2015 i 2016 potem nastąpił gorszy okres gry zespołu, wskutek czego 24 października 2016 podał się do dymisji.

## Sukcesy i odznaczenia

### Sukcesy piłkarskie
- wicemistrz Rosyjskiej Pierwszej Ligi: 1995
- mistrz Rosyjskiej Drugiej Ligi (strefa Wschód): 1999, 2000, 2002

### Sukcesy trenerskie
- wicemistrz Drugiej Lihi Ukrainy: 2014/15
- brązowy medalista Pierwszej Lihi Ukrainy: 2015/16